# إدي هولاند
إدي هولاند (بالإنجليزية: Eddie Holland)‏ هو منتج أسطوانات ومغن مؤلف ومغني وملحن أمريكي، ولد في 30 أكتوبر 1939 في ديترويت في الولايات المتحدة.

## وصلات خارجية
- إدي هولاند على موقع IMDb (الإنجليزية)
- إدي هولاند على موقع ميوزك برينز (الإنجليزية)
- إدي هولاند على موقع قاعدة بيانات برودواي على الإنترنت (الإنجليزية)
- إدي هولاند على موقع قاعدة بيانات برودواي على الإنترنت (الإنجليزية)
- إدي هولاند على موقع إن إن دي بي (الإنجليزية)
- إدي هولاند على موقع أول ميوزيك (الإنجليزية)
- إدي هولاند على موقع ديسكوغز (الإنجليزية)
- إدي هولاند على موقع ديسكوغز (الإنجليزية)
- إدي هولاند على موقع قاعدة بيانات الفيلم (الإنجليزية)